# Jay Berwanger
John Jacob „Jay“ Berwanger (* 19. März 1914 in Dubuque, Iowa; † 26. Juni 2002 in Oak Brook, Illinois), Spitzname: „The Flying Dutchman“ war ein US-amerikanischer American-Football-Spieler und -trainer.

## Spielerlaufbahn

### College
Berwanger spielte auf der Position des Halfbacks, Kickoff-Returners und des Linebackers und war ein Starspieler an der University of Chicago unter Cheftrainer Amos Alonzo Stagg. In 24 Spielen als Halfback erzielte Berwanger 22 Touchdowns. Ein Gegenspieler von Berwanger war der spätere US-Präsident Gerald Ford, der sich bei einem Tackle von Berwanger eine blutende Risswunde zuzog und sich trotzdem lobend über seinen Gegenspieler äußerte.

### Profikarriere
Im ersten NFL Draft 1936 wurde er als erster Spieler von den Philadelphia Eagles ausgewählt, seine Draftrechte dann aber an die Chicago Bears weitergegeben. Berwanger verlangte einen 25.000-Dollar-Vertrag für zwei Jahre, was die Bears ablehnten. Berwanger spielte nie als Profi in der National Football League (NFL).

## Trainerlaufbahn
Von 1936 bis 1939 war Berwanger einer der Trainer der Chicago Maroons, der Footballmannschaft der University of Chicago. Die Mannschaft wurde 1940 aufgelöst und erst 1962 wieder aufgestellt. Berwanger nahm danach kein Traineramt mehr an.

## Ehrungen
Berwanger war 1935 Gewinner der ersten Heisman Trophy. 1954 wurde er in die College Football Hall of Fame aufgenommen. Berwanger ist zudem Mitglied in der Chicagoland Sports Hall of Fame und in der University of Chicago Athletics Hall of Fame.

## Nach der Karriere
Berwanger wurde nach seiner Spielerlaufbahn zunächst Sportjournalist, während er gleichzeitig als Footballtrainer agierte. Während des Zweiten Weltkriegs diente er als Offizier bei der Marine und bildete dort Piloten im Instrumentenflug aus. Später wurde Berwanger ein erfolgreicher Unternehmer. Sein Unternehmen stellte Kunststoffteile für die Autoindustrie her. Berwanger war zweimal verheiratet und hatte von seiner ersten Frau zwei Söhne sowie eine Tochter. Er starb im Alter von 88 Jahren an Lungenkrebs und ist in Oak Brook beerdigt.